# Gostkowo (Bytów)
Gostkowo [ɡɔstˈkɔvɔ] (deutsch Gustkow, früher Gostkow; kaschubisch Gòstkòwò) ist ein Dorf in der polnischen Woiwodschaft Pommern. Es gehört zur Gmina Bytów (Gemeinde Bütow) im Powiat Bytowski (Bütower Kreis).

## Geographische Lage
Das Dorf liegt in Hinterpommern, im Urstromtal der Stolpe, etwa elf Kilometer nördlich der Stadt Bütow und 77 Kilometer westlich der Großstadt Danzig.

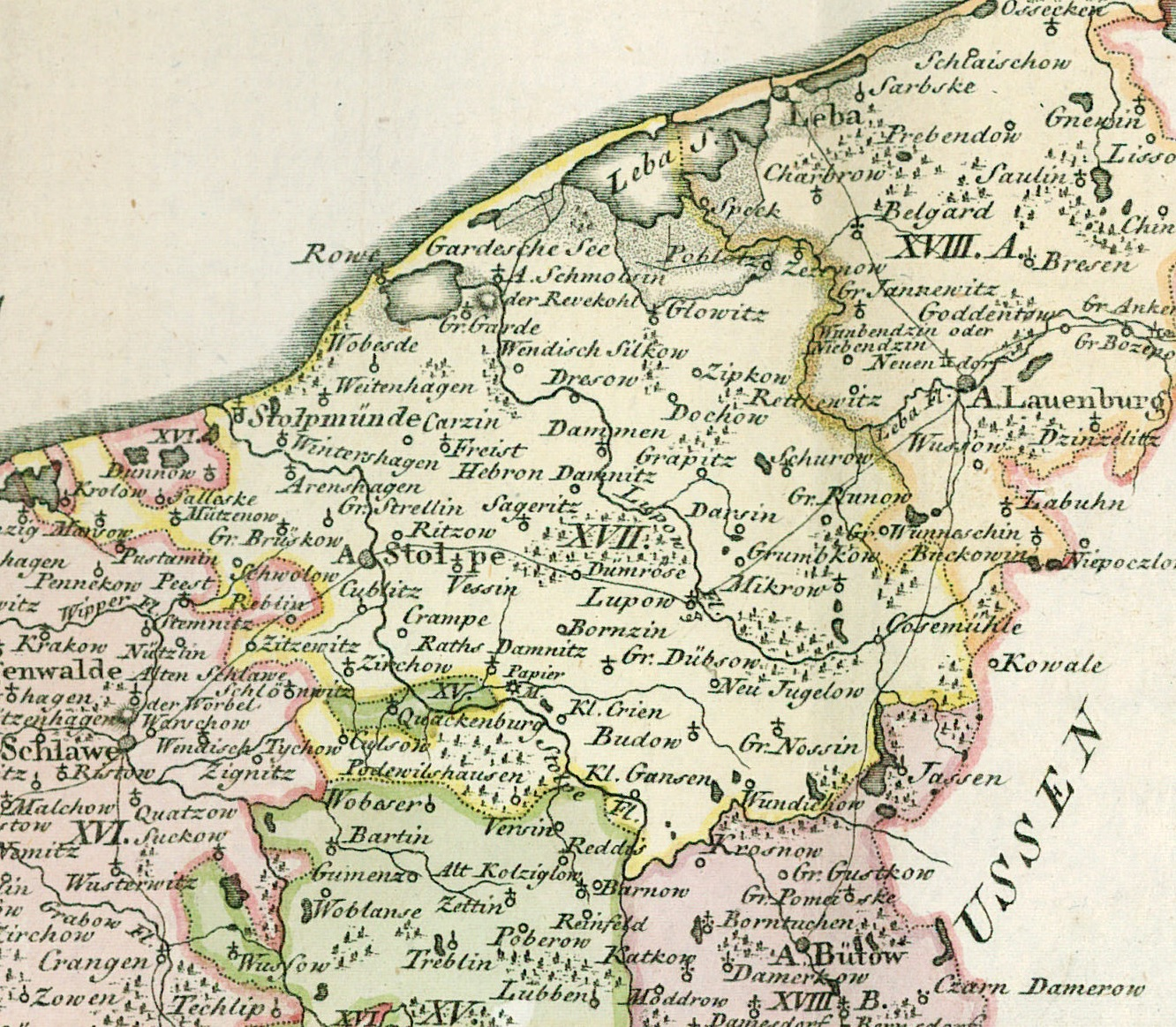
Groß Gustkow (Gr. Gustkow), südöstlich der Stadt Stolp (früher Stolpe geschrieben), nördlich der Stadt Bütow und südsüdwestlich der Stadt Lauenburg i. Pom., auf einer Landkarte von 1794

Gustkow, östlich von Köslin und nördlich von Bütow, auf einer Landkarte von 1910

## Geschichte
Die Landgemeinde Gustkow entstand am 30. September 1928 durch Eingliederung des Gutsbezirks Klein Gustkow in die Landgemeinde Groß Gustkow und Umbenennung der Landgemeinde Groß Gustkow in Gustkow.
Im Gemeindegebiet von Gustkow gab es mehrere vorgeschichtliche Funde:
- Steinzeit: Felsbeil, Lochaxt aus Felsgestein.[2]
- Bronzezeit: Bronzenes Griffzungenschwert, 39 Zentimeter lang, Moorfund.[3] Mehrere Steinkistengräber, daraus u. a. bronzener Ohrring mit blauer Glasperle, Augenurne, Tongefäße „lausitzer“ Art.[4]
- Eisenzeit: großes Gräberfeld der römischen Kaiserzeit, 2. u. Anfang des 3. Jh. n. Chr., daraus u. a. Mäander-Urne, viele Fibeln, Armringe, Schnallen und Riemenzungen, Bronzemesser, Kästchenbeschläge (Schlüssel und Schloßfeder), Sporen.[5]
- Wendenzeit: Tonscherben aus einer Siedlung.[6]

Die erste Erwähnung stammt aus dem Zeitraum von ca. 1400 bis 1409. Der Landrichter Bartke von Gustkow wird im Marienburger Treßlerbuch genannt und 1412 wird derselbe mit der Besetzung von Stüdnitz beauftragt.
Folgende Besitzverhältnisse sind belegt:
- Im Jahr 1438 werden für Groß Gustkow 40 Hufen und für Klein Gustkow 30 Hufen angegeben.
- 1596 werden in Groß Gustkow 13 Freie mit 40 Hufen und eine Mühle erwähnt. In Klein Gustkow: vier Freie mit 30 Hufen, davon besitzen die von Pirch neun, die sie mit Bauern besetzt haben, und die von Zitzewitz (Muttrin usw.) vier Hufen; beide Familien sind vom Landesherrn belehnt.
- 1607: Belehnung der 13 Freien zu Groß Gustkow mit 40 Hufen und der Vitzon, Puttkamer und Labuhn mit 21 Hufen zu Klein Gustkow durch Herzog Franz von Pommern.
- 1628: Peter Pirche zu Klein Gustkow besitzt den Amtskrug in Groß Gustkow.
- 1658: In Groß Gustkow und Klein Gustkow sitzen die Pirch, Puttkamer, Vitzow, Jarcke, Schurick, Palbitzke und Zirson.
- 1687: Martin und Peter von Pirch sitzen in Klein Gustkow.
- 1794 bis 1838: die Herren von Wrycz-Rekowski sitzen auf Groß Gustkow.[8][9]
- 1780: Groß Gustkow hat zehn Vorwerke, eine Wassermühle, einen Schmied, einen lutherischen Schulmeister und 31 Feuerstellen (Haushaltungen); Klein Gustkow hat drei Vorwerke, drei Kossäten, einen Krüger und 18 Feuerstellen.
- 1858 sind 14 Gutsanteile vorhanden, Besitzer waren u. a. die Malschitzky, Malotki, Schmude, Jutrzenka u.w.[10]
- 1936 sind 18 Erbhöfe vorhanden.

Ehemaliges Gutshaus Klein Gustkow
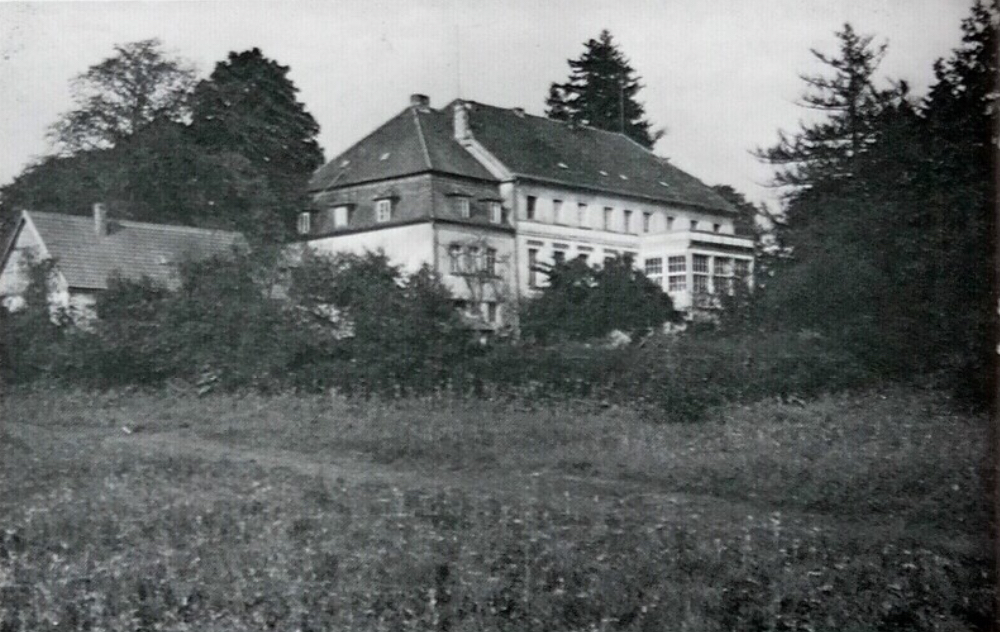
Gutshaus Klein Gustkow am 5. September 1945
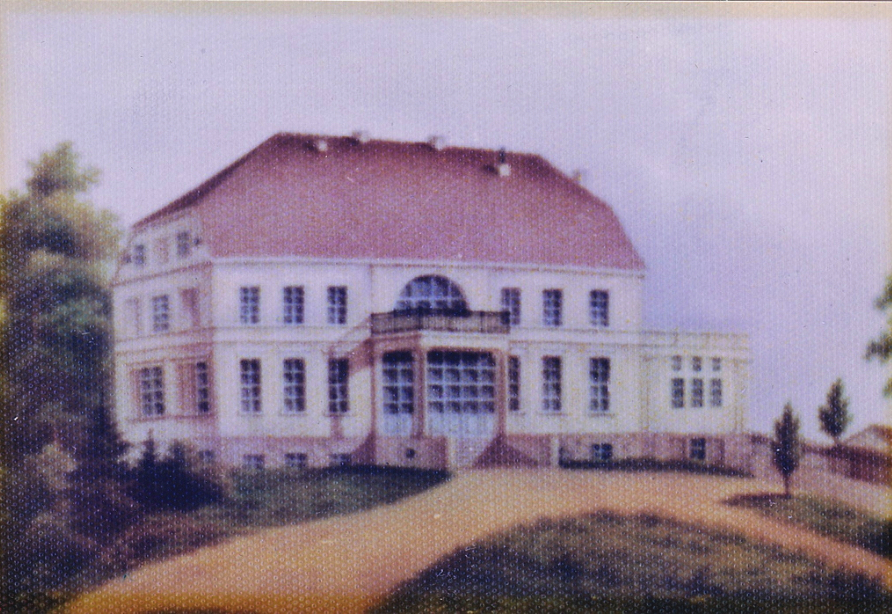
Historische Vasenmalerei (Ende 1899) – Gutshaus Klein Gustkow
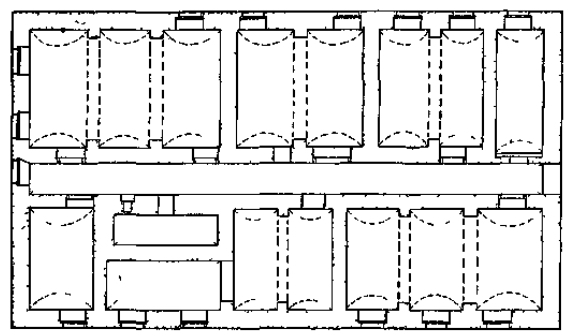
Grundriss des Kellergeschosses, im Maßstab 1:300

Das ehemalige Gutshaus Klein Gustkow ist ein zweigeschossiger verputzter Feldstein- und Ziegelbau aus dem Anfang des 19. Jahrhunderts. Laut dem Narodowy Instytut Dziedzictwa (Register für historische Denkmäler) in Polen (Registrierungsnummer: A-253) wurde das Gutshaus um 1850 umgebaut und um einen Park erweitert. Im Dorf gab es eine Fachwerkschmiede.
Klein Gustkow war mehrfach im 17. Jahrhundert und dann wieder von 1832 bis etwa 1900 in Puttkamerschem Besitz, in der zweiten Periode im Besitz eines Nebenzweiges des Hauses Treblin (dt. Karstnitz). Letzter Besitzer aus der Familie Puttkamer war Klaus von Puttkamer (1837–1900). Die Flächengröße von Klein Gustkow betrug damals 567 ha.
1918 ging es in den Besitz der Laubmeyer über.
Am 1. April 1927 hatte das Gut Klein Gustkow eine Flächengröße von 574 Hektar, und am 16. Juni 1925 hatte der Gutsbezirk 183 Einwohner. Am 30. September 1928 wurde der Gutsbezirk Klein Gustkow in die Landgemeinde Groß Gustkow eingegliedert, die bei dieser Gelegenheit in Gustkow umbenannt wurde.
Anfang der 1930er Jahre hatte die Landgemeinde Gustkow eine Flächengröße von 16,7 km². Innerhalb der Gemeindegrenzen standen insgesamt 107 bewohnte Wohnhäuser an sieben verschiedenen Wohnstätten:
1. Alwinenhof
2. Charlottenhof
3. Forstsekretärgehöft Groß Gustkow
4. Gustkow
5. Mühle
6. Waldarbeiterkolonie Abbau Groß Gustkow
7. Waldarbeiterkolonie Groß Gustkow

Um 1935 hatte Gustkow unter anderem drei Gasthöfe, eine Niederlassung der Neuen Spar- und Darlehnskasse, eine Bäckerei, eine Mühle, zwei Schmieden, eine Stellmacherei, zwei Tischlereien und ein Zimmereigeschäft. 1925 wurden 861 Einwohner gezählt, 711 Einwohner im Jahr 1939.
Bis 1945 bildete Gustkow eine Landgemeinde im Landkreis Bütow im Regierungsbezirk Köslin der preußischen Provinz Pommern des Deutschen Reichs. Die Gemeinde war Sitz des Amtsbezirks Gustkow.
Vor Ende des Zweiten Weltkriegs wurde Gutskow Anfang März 1945 von der Roten Armee besetzt. Bald darauf wurde Gustkow zusammen mit ganz Hinterpommern von der Sowjetunion der Volksrepublik Polen zur Verwaltung überlassen. Danach kamen Polen in das Dorf, von denen die einheimischen Dorfbewohner aus ihren Häusern und Wohnungen gedrängt wurden. Für Gustkow wurde die polonisierte Ortsbezeichnung ‚Gostkowo‘ eingeführt. In der Folgezeit wurden die einheimischen Dorfbewohner von der polnischen Verwaltungsbehörde aus Gustkow vertrieben.
Zum Dorf gehören heute auch Zbysław und Sarniak (28 Einwohner). Es gibt im Dorf einen Außenposten der Freiwilligen Feuerwehr.

### Demographie
| Jahr | Groß Gustkow | Klein Gustkow | Gesamt |
| ---- | ------------ | ------------- | ------ |
| 1819 | 160          | 60            | 220    |
| 1855 | 642          | 186           | 828    |
| 1885 | 607          | 159           | 766    |
| 1905 | 672          | 192           | 864    |
| 1925 | -            | -             | 861    |
| 1933 | -            | -             | 756    |
| 1939 | -            | -             | 711    |

Im Jahr 2023 wurden 304 Einwohner gezählt.

## Kirche

### Kirchspiel bis 1945
Die vor 1945 in Gustkow lebenden Einwohner gehörten mit großer Mehrheit der evangelischen Konfession an. Im Jahr 1925 befanden sich unter den 861 Einwohnern 737 Protestanten und 106 Katholiken.
Die evangelischen Einwohner Gustkows gehörten zum evangelischen Kirchspiel Bütow.
Für die Katholiken in Gustkow war das katholische Kirchspiel Bütow zuständig.

### Polnisches Kirchspiel seit 1945
Die seit 1945 und Vertreibung der einheimischen Dorfbewohner anwesende polnische Einwohnerschaft ist überwiegend katholisch.

## Amtsbezirk Gustkow
Der Amtsbezirk Gustkow umfasste ehemals die Gemeinden Dampen und Gustkow (zwei Gemeinden).
Folgende Amtsvorsteher sind belegt:
- 1833–1838: Kgl. preuß. Hauptmann a. D. Johann Friedrich August von Wrycz-Rekowski (1797–1869)[8] in Groß Gustkow
- 1874–1880: Premierlieutenant Claus von Puttkammer in Klein Gustkow
- 1884–1890: Leutnant Meyer in Dampen
- 1900–1906: Gutsbesitzer und Gemeindevorsteher Albert von Jutrzenka in Groß Gustkow
- 1905–1911: Gutsbesitzer Albert von Jutrzenka in Groß Gustkow
- 1919–?: Albert von Jutrzenka in Dampen

## Verkehr
Die Ortschaft ist über die Provinzstraße Nr. 212 an das Straßennetz angebunden.

## Persönlichkeiten
- Franz Wilhelm von Jutrzenka († 1816), in Gustkow geborener preußischer Landrat